# Bonaventura Josef Schweizer
Bonaventura Josef Schweizer SDS (* 5. Juli 1893 als Josef Schweizer in Ebnet bei Freiburg im Breisgau; † 2. Juni 1968 in Meran) war ein römisch-katholischer Priester, von 1953 bis 1965 war er Generalsuperior der Ordensgemeinschaft der Salvatorianer und in dieser Funktion stimmberechtigtes Mitglied des Zweiten Vatikanischen Konzils.

## Herkunft und Ausbildung
Josef Schweizer wurde 1893 als Sohn einer kinderreichen Familie in Ebnet geboren. Im Alter von 18 Jahren trat er im Salvatorkloster Hamberg in Oberösterreich der Ordensgemeinschaft Societas Divini Salvatoris (Gesellschaft des Göttlichen Heilandes) bei. An Weihnachten 1912 legte er die erste Ordensprofess ab. In der Folge absolvierte er ein Philosophiestudium an der Päpstlichen Universität Gregoriana in Rom. Während des Ersten Weltkriegs kam er als Soldat in Frankreich in Gefangenschaft und wurde in der Schweiz interniert. Nach dem Krieg studierte er Theologie in Freiburg (Schweiz) und in Passau.

## Wirken als Priester

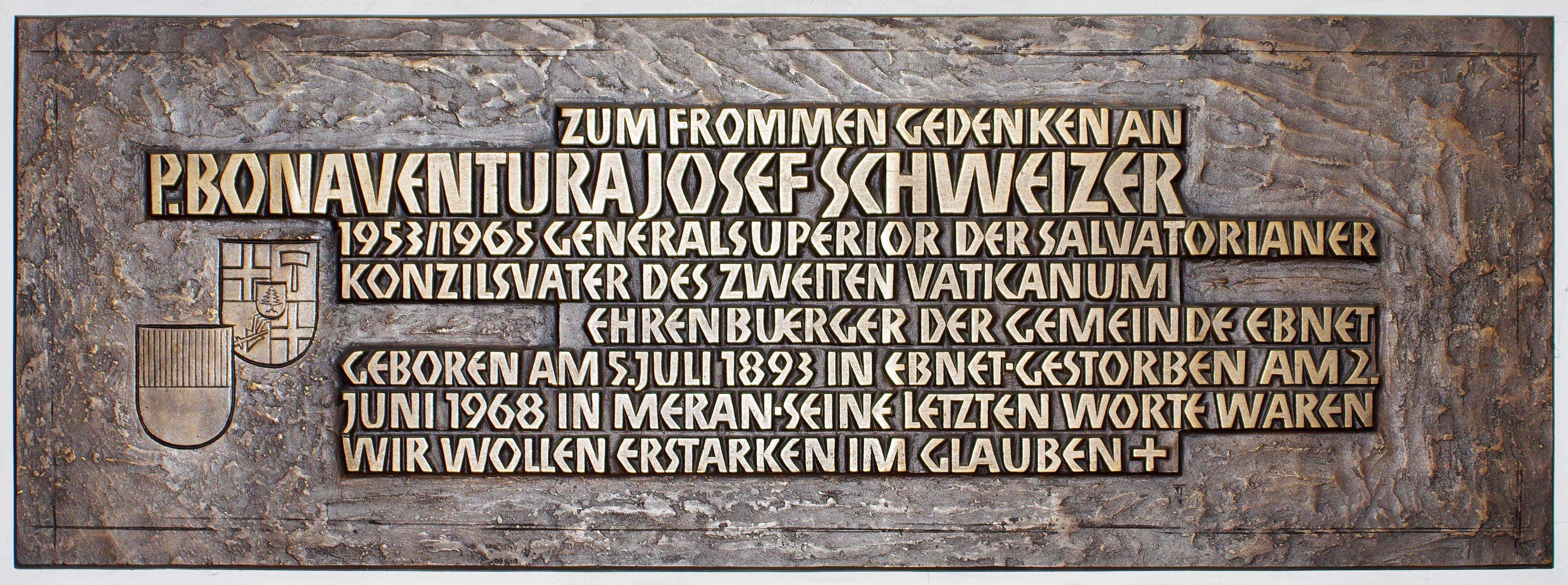
Gedenktafel an der Kirche St. Hilarius in Freiburg-Ebnet

Am 26. Juni 1921 wurde er im Dom zu Passau zum Priester geweiht.
Von 1921 bis 1927 arbeitete er als Erzieher und Verwalter am Salvatorkolleg Klausheide bei Paderborn, bis 1931 war er als Lehrer und Superior im Hermann-Josef-Kolleg in Steinfeld (Eifel), danach für zehn Jahre als Novizenmeister und Superior im Salvatorkolleg Heinzendorf im heute polnischen Bagno, Gemeinde Oborniki Śląskie in Niederschlesien, tätig.
Von 1940 bis 1947 leitete er von Berlin aus die Norddeutsche Ordensprovinz, die auch Schlesien umfasste, und in der Folge bis 1951 die Schweizer Provinz als erster Provinzsuperior. Bis 1953 war er außerdem Direktor des Erziehungshauses Drognens im Schweizer Kanton Freiburg. 1953 wurde Josef Schweizer zum vierten Generalsuperior der Gesellschaft des Göttlichen Heilandes gewählt. Er hatte das Amt zwölf Jahre lang inne. Am Zweiten Vatikanischen Konzil nahm er von 1962 bis 1964 stimmberechtigt als Synodaler teil.
In seinen letzten Lebensjahren war er als Geistlicher im Kloster der Salvatorianerinnen in Meran (Südtirol) tätig. Dort starb er am 2. Juni 1968, während er den Gottesdienst zelebrierte. Er wurde in Meran-Untermais beigesetzt.

## Ehrungen
- Ehrenbürgerwürde seiner Heimatgemeinde
- Großes Verdienstkreuz der Bundesrepublik Deutschland[1]